# 橙腹擬黃鸝
橙腹擬黃鸝( Icterus galbula ) 是屬於擬黃鸝科的一種棲息於北美洲东部的候鸟。因為雄性橙腹擬黃鸝的羽毛颜色与第二代巴尔的摩男爵塞西尔·卡尔弗特的紋章相似，所以又名巴尔的摩黄鹂。 橙腹擬黃鸝也是马里兰州的州鸟。它也是巴尔的摩金莺棒球队的吉祥物。